# Керамічні заводи Маріуполя

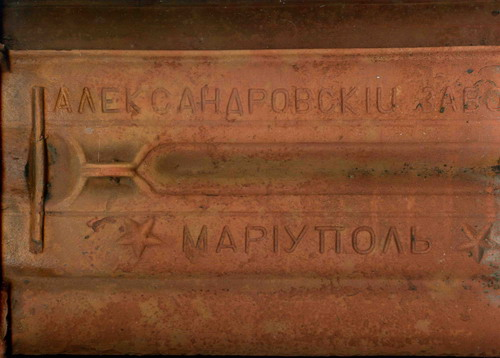
Маріуполь Александрівський керамічний завод. Виріб за штампом початку 20 ст.

Маріуполь, керамічні заводи  — сторінка історії керамічних заводів в місті Маріуполь та на його околицях.

## Види черепиці
- За технологією виготовлення розрізняють стрічкову і штамповану черепицю, за формою — пласку, пазову, жолобчасту і хвилясту;
- за сировиною, з якої її виготовляли, — глиняну, цементно-піщану, м'яку (зі скловолокна) і металочерепицю,
- за призначенням — рядову, гребінчасту, половинчасту, бокову тощо.

## Неповна історія
Повної історії керамічних виробництв України на початок 21 ст. ще не створено. Не існує також повного переліку керамічних заводів і малих фабрик з виготовлення кераміки
Трохи більше відомо про окремі керамічні центри України, здебільшого про ті, що виготовляли посуд чи художню кераміку (Опішня, Гавареччина, Межигірська фаянсова фабрика) .
Ще 1833 року був оприлюднений закон Російської імперії про надання в столицю звітів про заснування і працю кустарних заводиків і фабрик. Звітуванню підлягали навіть майстерні з власником та одним — трьома наймитами-робітниками.
Звіти про заснування і керамічне виробництво були надіслані і з міста Маріуполь. Щорічні звіти передані на збереження в Російській державний історичний архів. Звіти маріупольських власників цегельних, черепичних (керамічних) кустарних виробництв збережені там же, ставши рідкісними краєзнавчими матеріалами.
Окрім звітів, керамічне виробництво в Маріуполі 19 ст. зацікавило місцевого вчителя М. І. Кустовського, котрий вніс їх у російськомовне видання «Мариуполь и его окрестности. Отчет об учебных экскурсиях Мариупольской Александровской гимназии». 1892 року.
За висновками вчителя М. І. Кустовського керамічне виробництво в Маріуполі розпочато в середині 19 ст. Цьому сприяло декілька факторів, серед яких —
- наявність дешевої сировини (червоних і білих глин),
- переселенці (греки і росіяни), готові працювати в керамічних кустарних майстернях,
- попит на цеглу, черепицю і керамічні вироби в місті, розташованому в степу, де не було лісів і деревини для будівництва.

М. І. Кустовський записав : 
| ... Цегельне та черепичне виробництво започатковано в Маріуполі на початку другої чверті 19 століття. До цього і частково після цього періоду будівлі робили з місцевого каменю примітивним засобом[2]... До цього року (1892 р) можна нарахувати тут п'ятнадцять (15) цегельних та шістнадцять (16) черепичних заводів. Значна кількість цегляних та черепичних заводиків не каже ні про розвиток міста, ні про розвиток самого керамічного виробництва; швидше навпаки, говорить про бідність Маріуполя, про відсутність в ньому прибуткового бізнесу. Подібне ненормальне збільшення при наявності попиту погано відбилося на якості виробів. Цегляні та черепичні майстерні-заводи розташовані за містом, на північно-західному його кордоні[2]. Цегельне виробництво ведуть росіяни, черепицю виробляють і греки, і росіяни. На найважчих етапах виробництва у греків задіяні росіяни, бо це мандрівні робітники-найманці. Найкращі цегельні майстерні-заводи тут мають 13-15 робітників, виробляють на рік тисяч 350 цегли. Найменші і гірші обмежуються власником та одним працівником та виробляють 50 тисяч цегли на один рік. Цегельне виробництво ведуть найпростішим засобом: ногами вимішують глину з дрібним піском, формують сировину в 4 формах вручну, потім випалюють бур'янами (за відсутністю деревини), випалюють поганенько. Майже тим же засобом ведеться і черепичне виробництво. Черепицю виробляють тонку, малу, без щитків та ділянок для цвяхів. Зрозуміло, що такі технології, як глазурування чи фарбування - не використовують[2]. |
Серед виробництв черепиці відома також фабрика в селі Мангуш під Маріуполем.

## Художня кераміка в Маріуполі
Найменше відомостей про художню кераміку, хоча є свідоцтва про виробництво невеликої її кількості в тих же майстернях, де виготовляли цеглу чи черепицю. Наявність попиту на кахлі і вироби з фаянсу примушує завозити ці товари з сусідніх міст (Таганрог, Ростов), із сусіднього Бахмутського уїзу (де працював керамічний завод землевласника Л. Г. Данцигера), і навіть із Білорусі. Окремі зразки цих виробів зберігає у фондах Маріупольський краєзнавчий музей.

## Бізнесові особливості керамічного виробництва
Повного переліку маріупольських керамічних заводів і майстерень, а також тих, що функціонували в передмістях, можливо, не вдасться створити і нині. На перешкоді стоять численні труднощі:
- велика часова відстань
- низький культурний і освітній рівень мешканців міста і виробників кераміки
- незацікавленість у фіксуванні фактів ще в 19 і в 20 століттях
- відомості про місцеві керамічні виробництва не збігаються в різних джерелах.

Все це свідчення про швидкоплинність процесів місцевого виробництва на першому етапі дикого капіталізму як в Маріуполі, так і в Україні в цілому. Керамічні мануфактури і майстерні банкрутували і швидко переходили від одного власника до другого. Процес перерозподілу майна не завжди супроводжувався появою великого керамічного заводу, одного чи декількох, як не було створено умов і до перетворення Маріуполя на ще один керамічний центр України.
Наприкінці 19 ст. мануфактурний засіб виробництва занепадає, витіснений на узбіччя фабрично-заводським типом. Але малі керамічні майстерні виникають наново, створюючи пістряву картину хаотичного капіталістичного виробництва в місті. Картину ускладнювала конкурентна боротьба. Кількість керамічних виробництв в місті ніколи не була постійною, як зауважили дослідники.

## Галерея

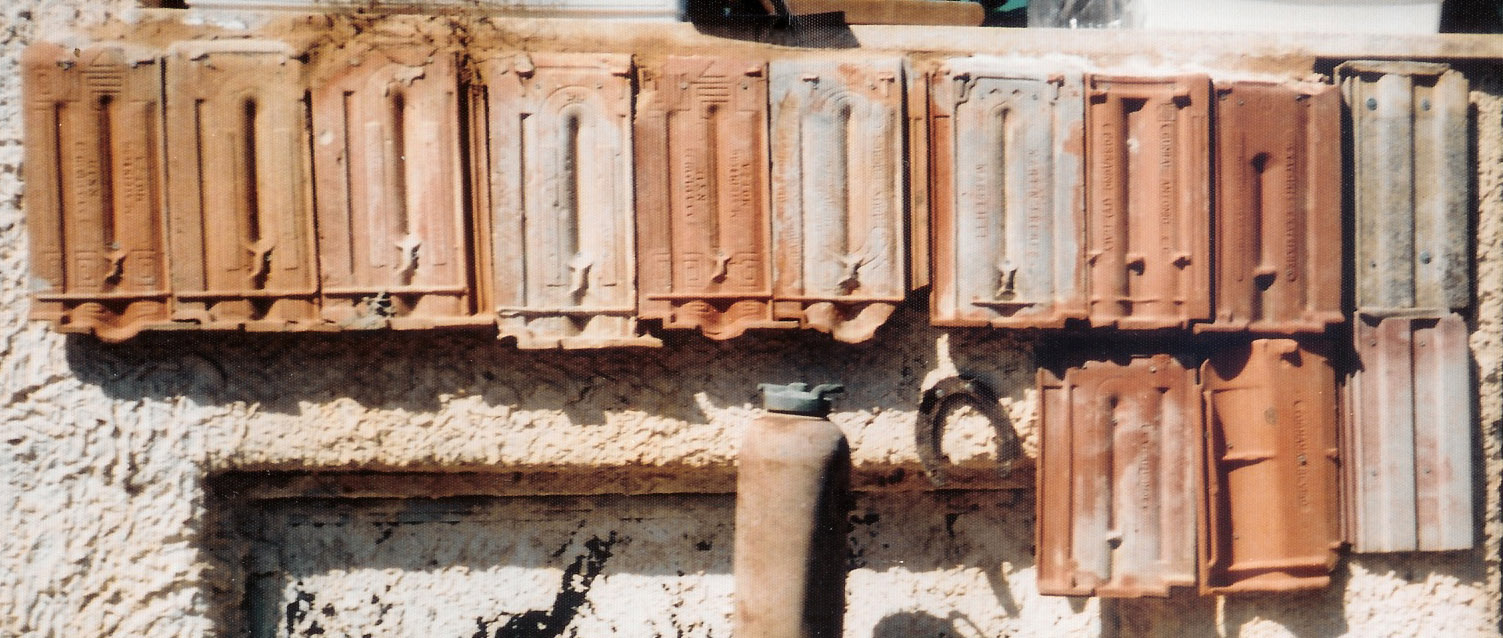

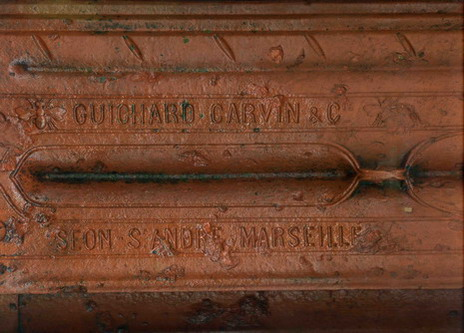
Черепиця поч. 20 ст. тавро Guichard Carvin & C Seon S Andre Marseille. знайдена в Маріуполі.

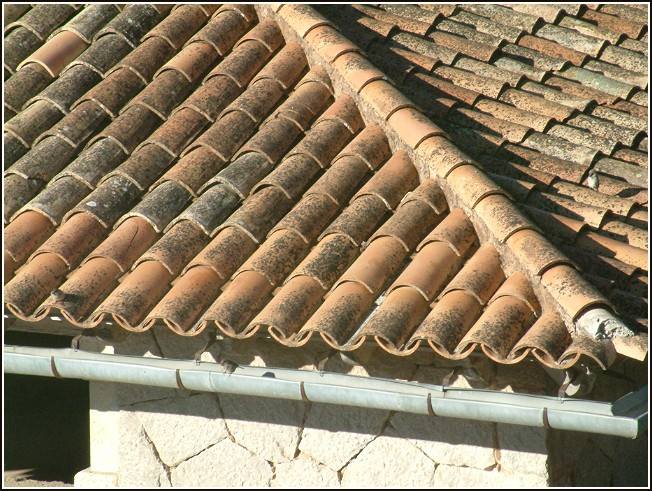
Черепиця «татарка»
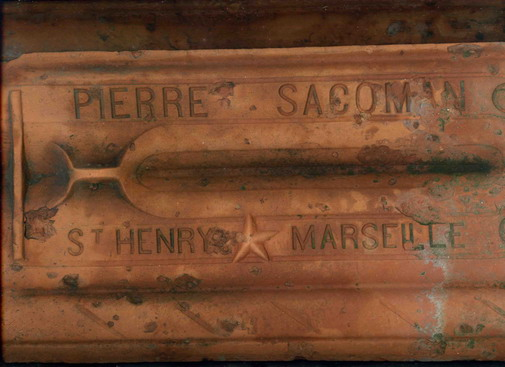
Черепиця марселька, знайдена в Маріуполі, початок 20 ст.
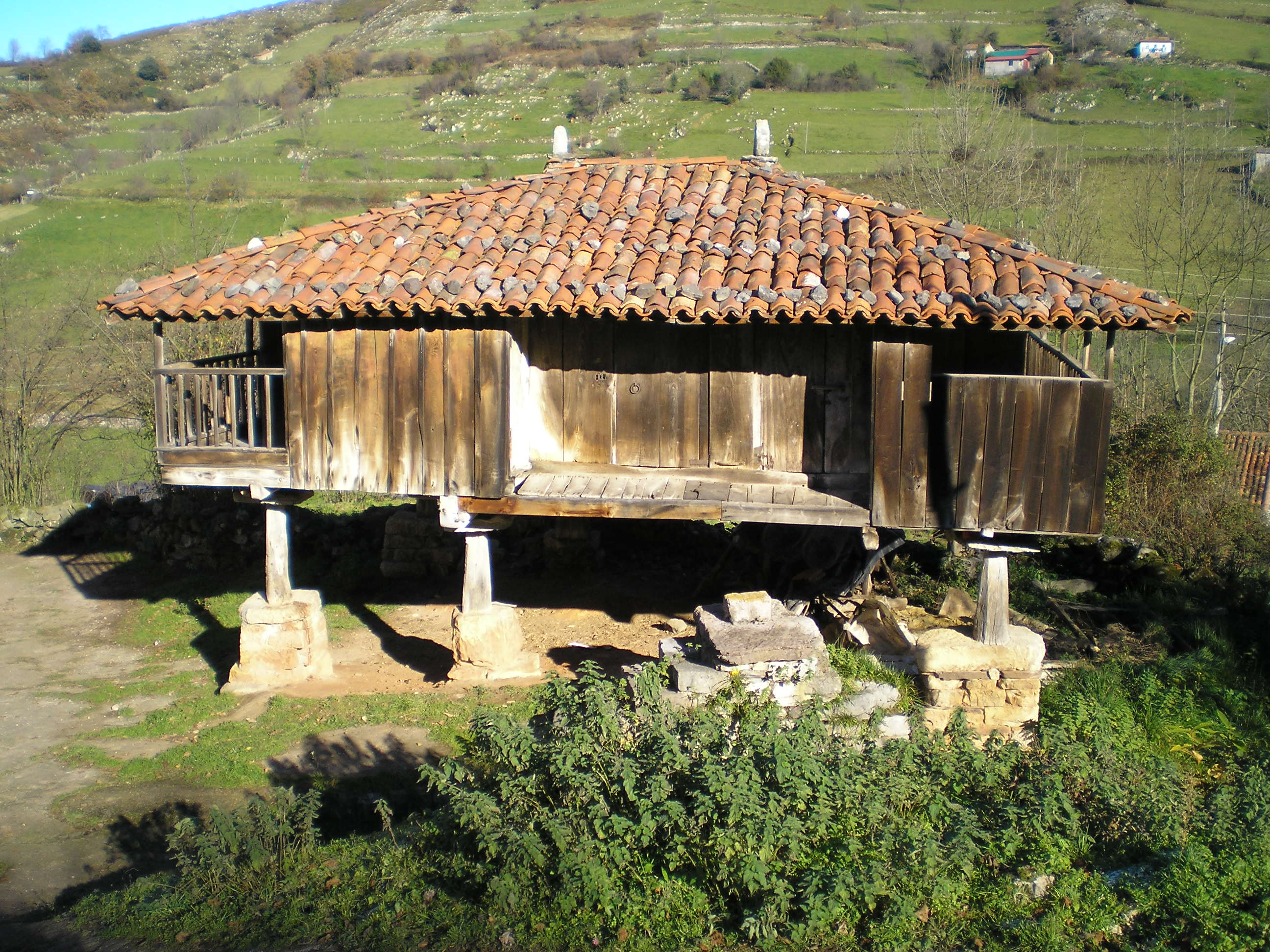
Черепичний дах, зміцнений камінням
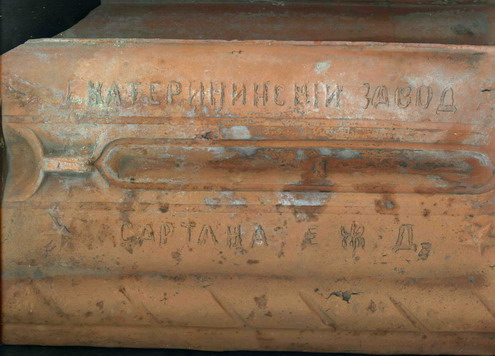
Катерининський керамічний завод, САРТАНА, Маріуполь. Початок 20 ст.